# Andrzej Heller
Andrzej Heller (ur. 2 listopada 1964 w Skoczowie, zm. 21 kwietnia 2017) – polski piłkarz grający na pozycji bramkarza.

## Życiorys
Pochodził ze Skoczowa, gdzie był zawodnikiem miejscowego Beskidu Skoczów. Następnie był zawodnikiem rezerw Ruchu Chorzów oraz zawodnikiem Śniardw Orzysz skąd trafił w 1989 do pierwszoligowej Jagiellonii Białystok. W sezonie 1989/1990 debiutował razem z klubem w ekstraklasie. W 1992–1993 rozegrał w barwach Jagiellonii - 25 spotkań na poziomie ekstraklasy. Występował również w barwach MZKS Wasilków i Hetmana Białystok, zaś karierę zakończył w rodzinnym Beskidzie Skoczów.